# Invalidenstraße
L'Invalidenstraße (« rue des Invalides ») est une rue de Berlin. Elle s'étend sur une longueur de trois kilomètres en direction est-ouest à travers les quartiers de Mitte et de Moabit. Elle permettait autrefois de faire la jonction entre trois gares principales de la capitale allemande: la gare de Stettin, la gare de Hambourg et la gare de Lehrte. Aujourd'hui, elle en dessert toujours une : la gare centrale de Berlin (Berlin Hauptbahnhof) ouverte en 2006 à l'emplacement de l'ancien gare de Lehrte.

## Histoire

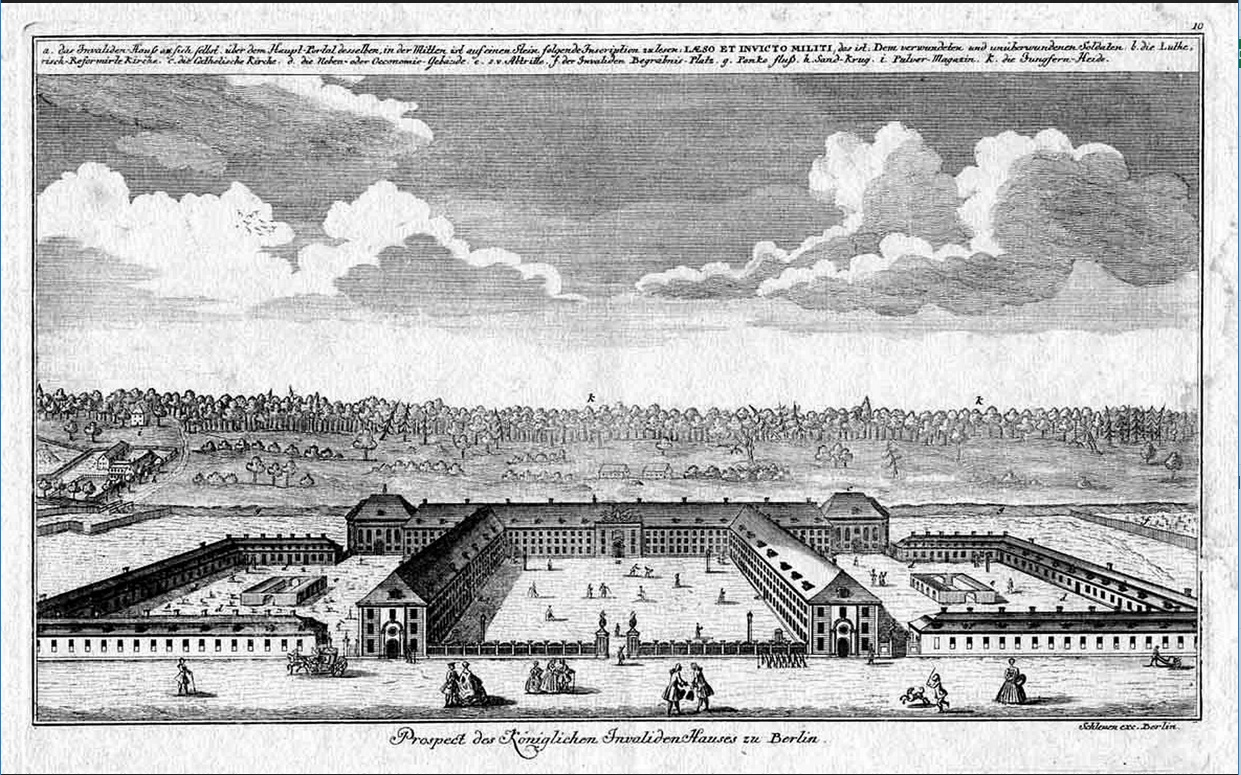
Maison des Invalides, XVIIIe siècle.

Une route militaire du nom de Spandauer Heerweg s'y trouvait depuis la période initiale de Berlin au XIIIe siècle. Elle a été renommée en 1748, d'après la maison des Invalides que le roi Frédéric le Grand avait ordonné de faire construire dans l'Oranienburger Vorstadt pour les soldats blessés de l'armée prussienne qui s'étaient battus pendant les guerres de Silésie. Aujourd'hui les parties de ce vaste bâtiment qui ont survécu au bombardement de Berlin pendant la Seconde Guerre mondiale abritent des bureaux annexes du ministère fédéral de l'Économie situé dans les anciens locaux de la Pépinière ( Kaiser-Wilhelms-Akademie).
Dans les années 1840, la rue a été prolongée vers l'ouest au-délà du canal navigable de Berlin-Spandau jusqu'aux landes de Moabit. La caserne des Uhlans donnait sur la partie occidentale de la rue et la prison de Moabit se trouvait à proximité.

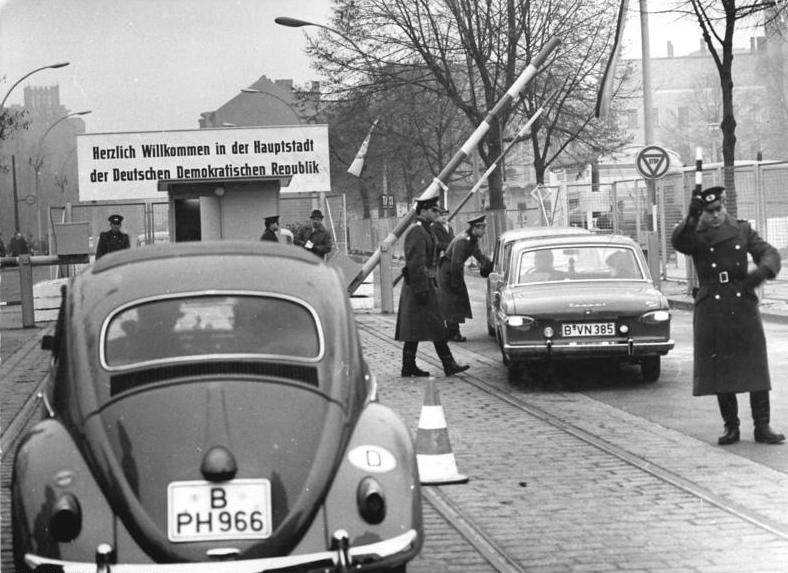
Point de passage de l' Invalidenstraße, vers 1965.

Après la chute du Troisième Reich, l'Invalidenstraße s'est trouvée coupée entre les zones d'occupation de Berlin-Ouest et de Berlin-Est et un poste de frontière s'y trouvait à la hauteur du pont Sandkrug sur le canal. En 1972, les restes des dirigeants nazis Martin Bormann et Ludwig Stumpfegger, tués le 2 mai 1945 après avoir fui le Führerbunker, ont été découverts lors de travaux de construction près de la gare de Lehrte.

## Aujourd'hui
La rue est aujourd'hui une artère importante de Berlin, surtout depuis l'ouverture de la gare centrale de Berlin. Les bâtiments remarquables qu'on y trouve sont les suivants :

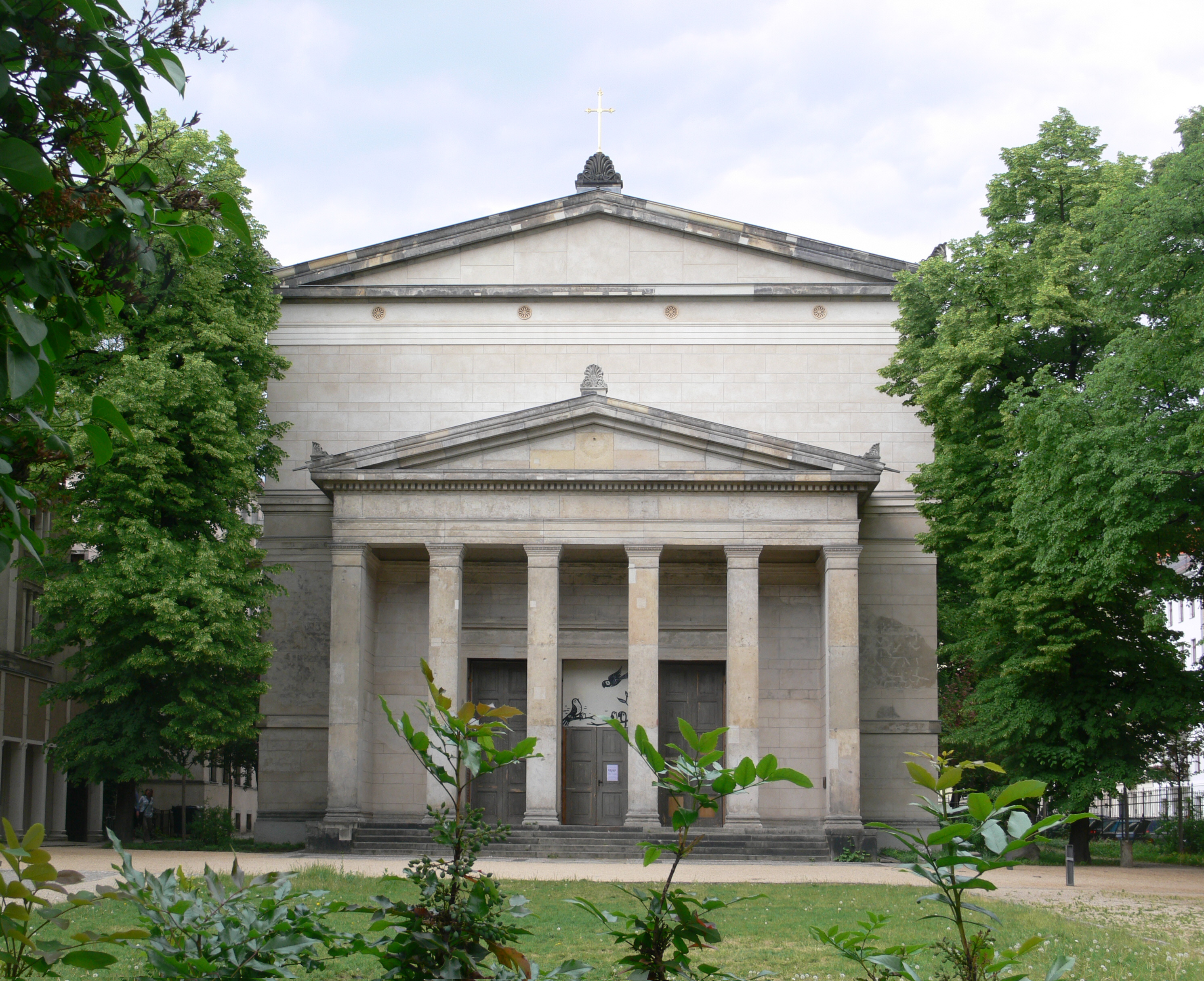
N°3 : Église Sainte-Élisabeth, construite par Karl Friedrich Schinkel en 1832-1834 ;
- N°42 : Faculté d'agriculture de l'université Humboldt construit en 1876–1880 ;
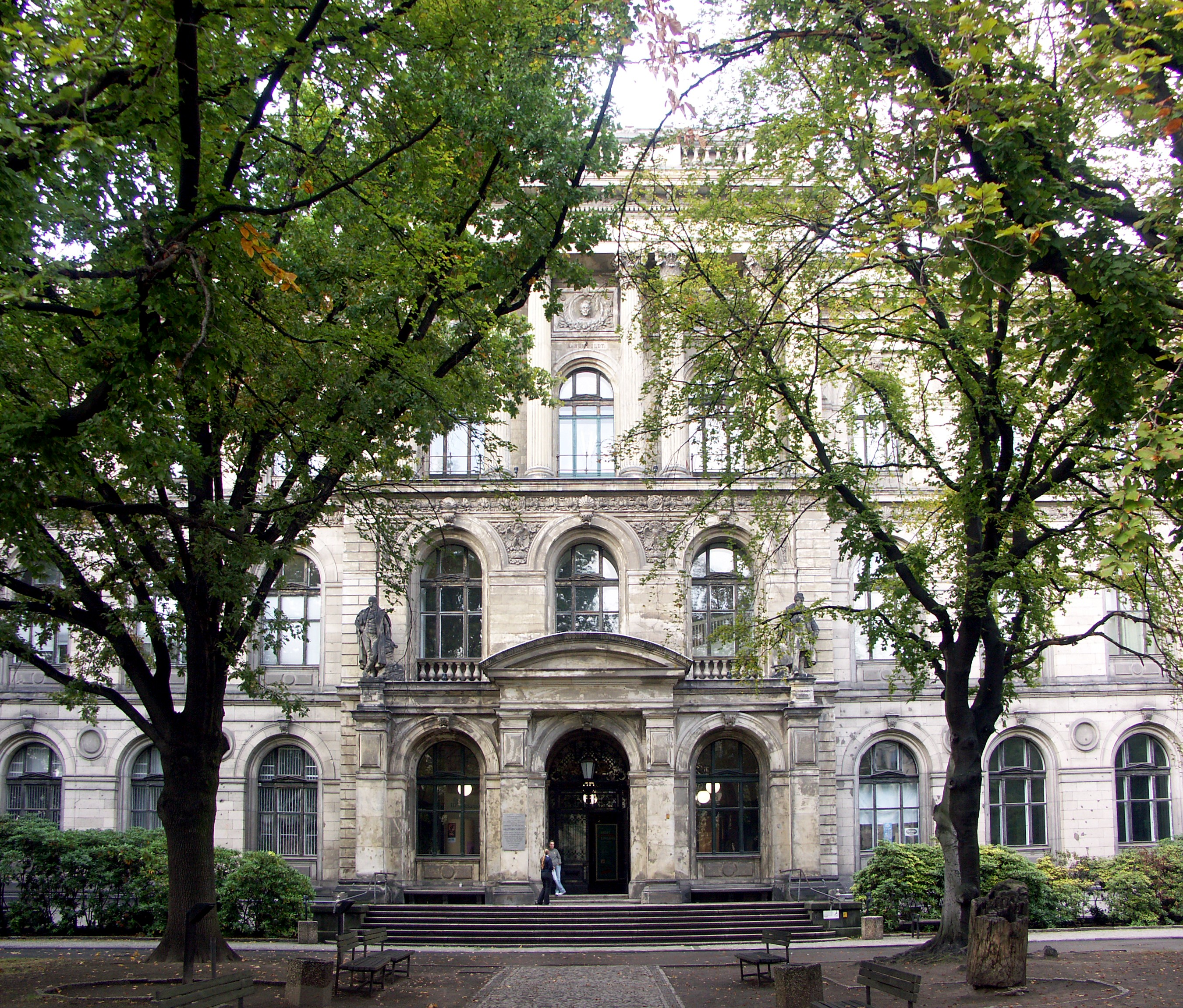
N°43 : Musée d'histoire naturelle construit en 1883–1889 ;
- N°44 : Ministère fédéral des Transports, ancien institut géologique royal prussien construit en 1875–1878 ;
- N°47-48 : Ministère fédéral de l'Économie, construit en 1905-1910 par Cremer & Wolffenstein en tant qu'académie de médecine militaire, la Pépinière ;
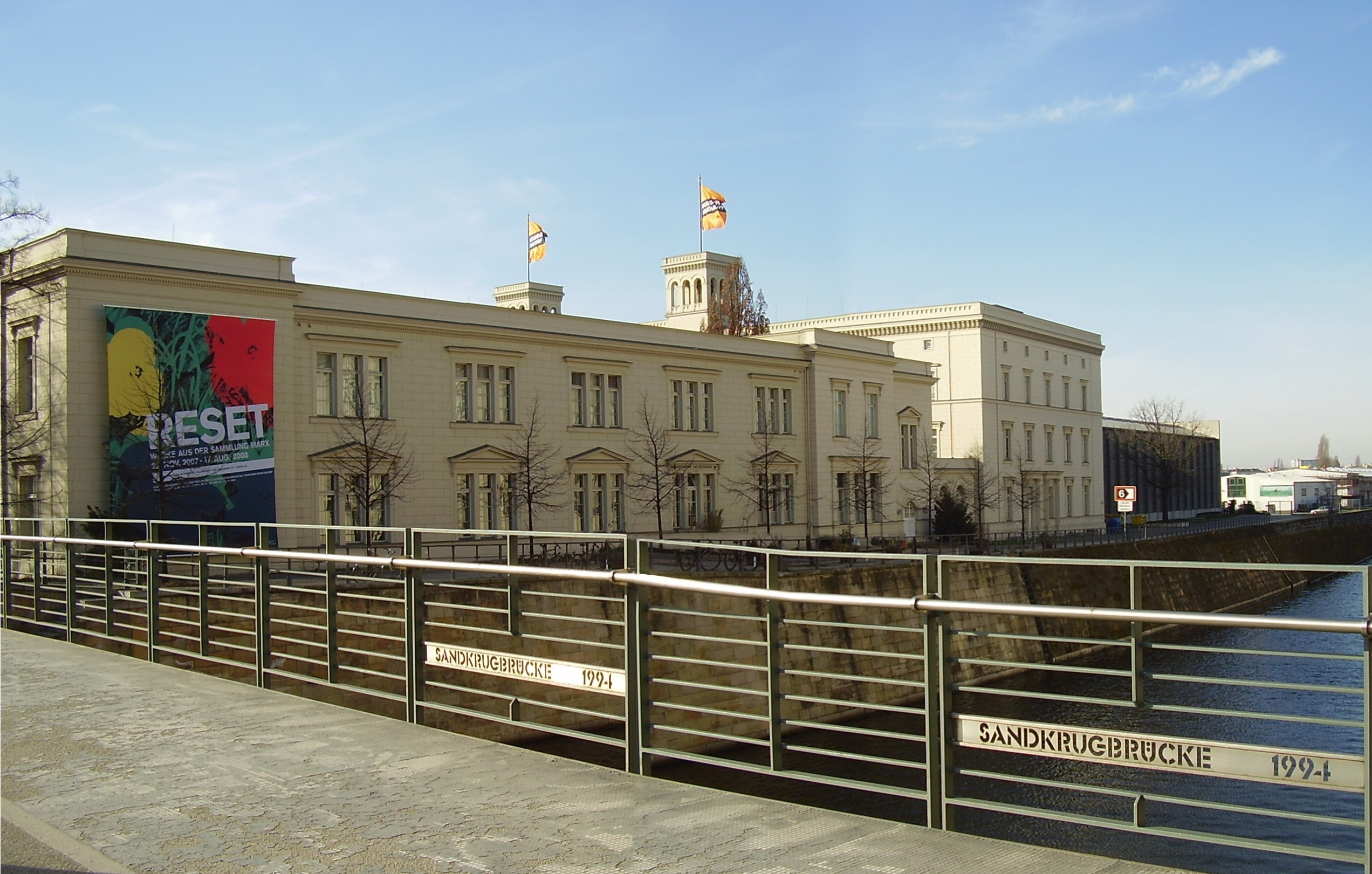
N°50 :  Gare de Hambourg, construite par Friedrich Neuhaus en 1846-1847, aujourd'hui musée d'art contemporain ;
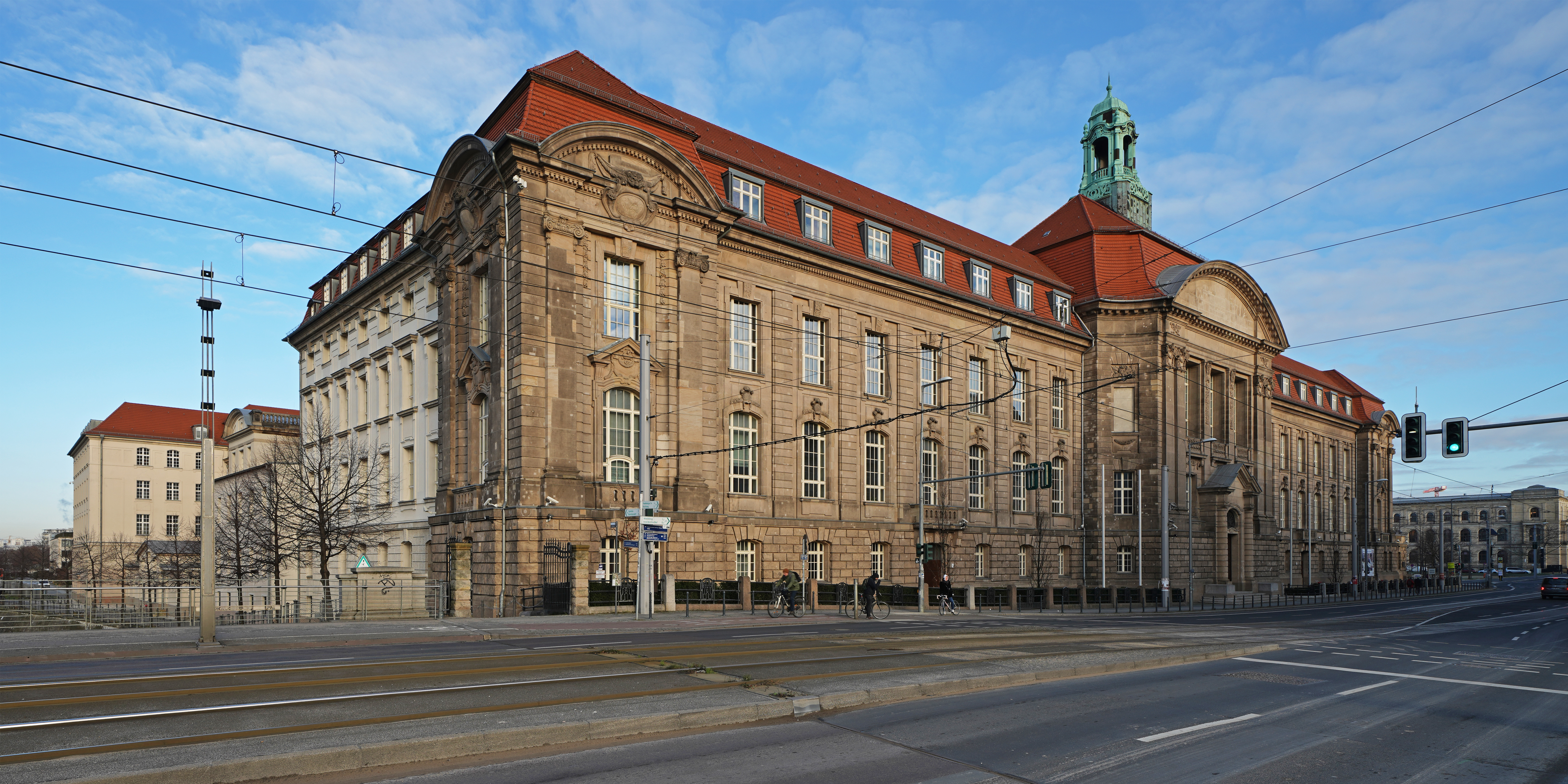
Façade du ministère de l'Économie, ancienne Pépinière.
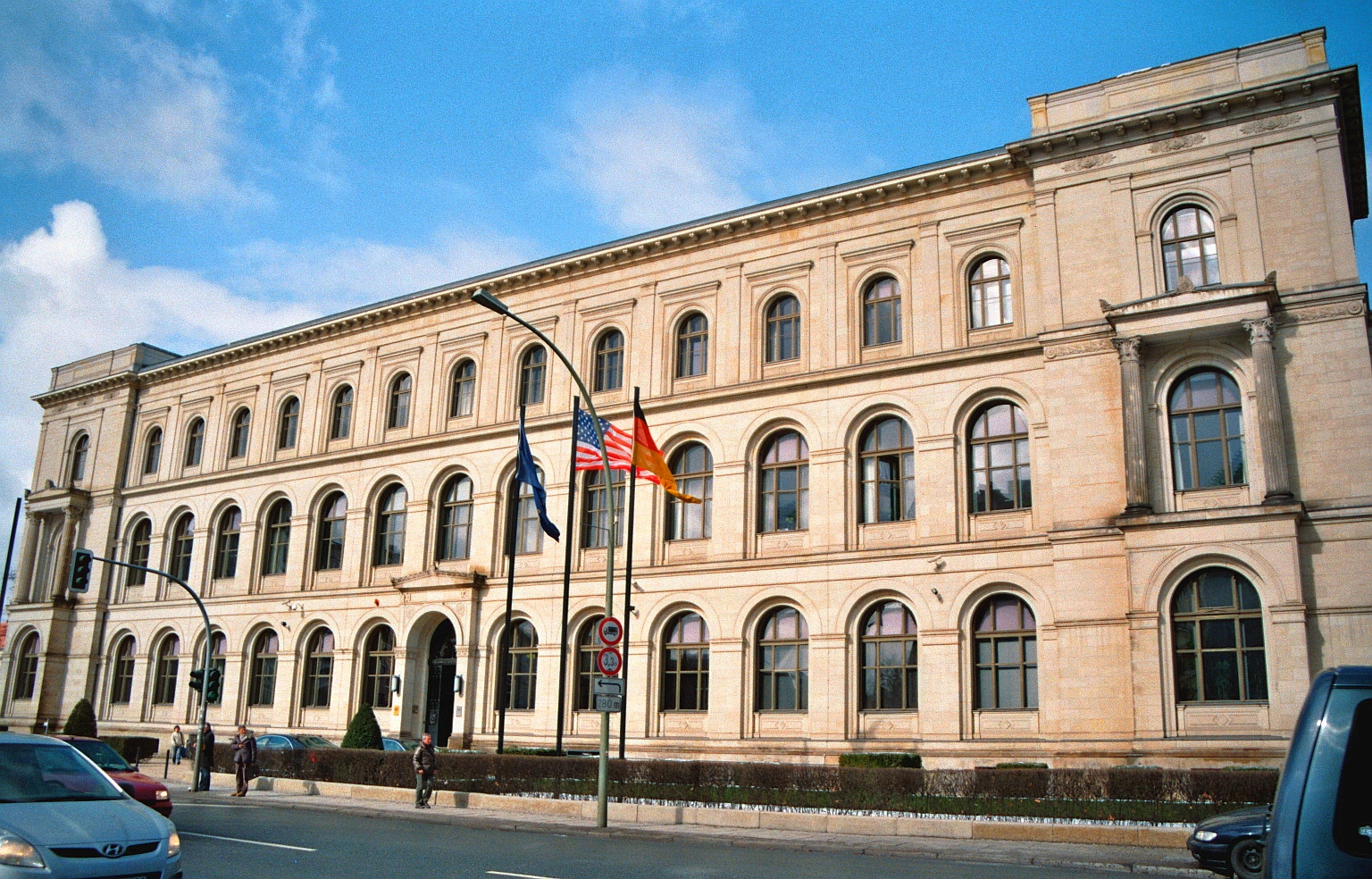
Façade du ministère des Transports.

- Hôpital universitaire de la Charité, (au sud de la rue).
- N°120 : Hôtel Baltic, construit en 1910 par Hans Bernoulli ;
- N°158 : Halle Acker (de), construite en 1888 par Hermann Blankenstein ;